# Dolna Riksa, Montana
Dolna Riksa (în bulgară Долна Рикса) este un sat în comuna Montana, regiunea Montana,  Bulgaria. 

## Demografie
Componența etnică a satului Dolna Riksa
     Romi (29,43%)
     Bulgari (70,56%)
     Nicio identificare (0%)
     Altele (0%)
La recensământul din 2011, populația satului Dolna Riksa era de 231 locuitori. Din punct de vedere etnic, majoritatea locuitorilor (70,56%) erau bulgari, cu o minoritate de romi (29,43%). Pentru 0,0% din locuitori nu este cunoscută apartenența etnică.